# Filanda

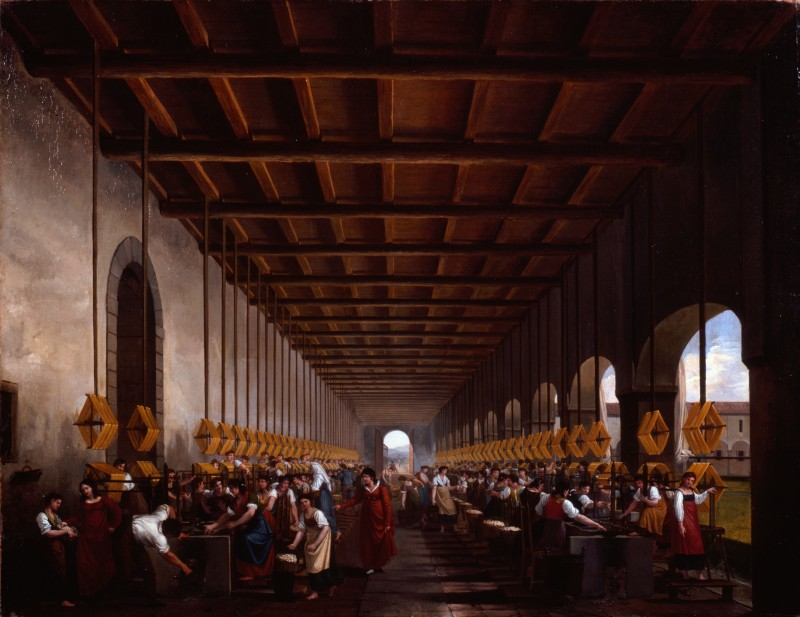
Pietro Ronzoni - Filanda nel bergamasco

Filanda è il nome con cui sono conosciuti, in Italia, gli stabilimenti di lavorazione e filatura dapprima della seta e poi anche del cotone.
Sono grandi edifici, generalmente a più piani, dai soffitti alti e dotati di grandi finestre per garantire l'illuminazione. Prima sorgevano spesso vicino a corsi d'acqua, utilizzata sia per la forza motrice che per le vasche di trattura.
Le prime filande erano a fuoco diretto, l'acqua nelle vasche di trattura era riscaldata direttamente con fuoco di legna, poi le filande diventarono a vapore, con un maggior controllo della temperatura dell'acqua e di conseguenza di una miglior qualità del prodotto.
Il periodo delle filande, specialmente nel Lecchese, dove raggiunge i massimi livelli qualitativi del mondo, è un fondamentale periodo di transizione tra l'economia agricola e l'economia industriale.

## Fasi della lavorazione

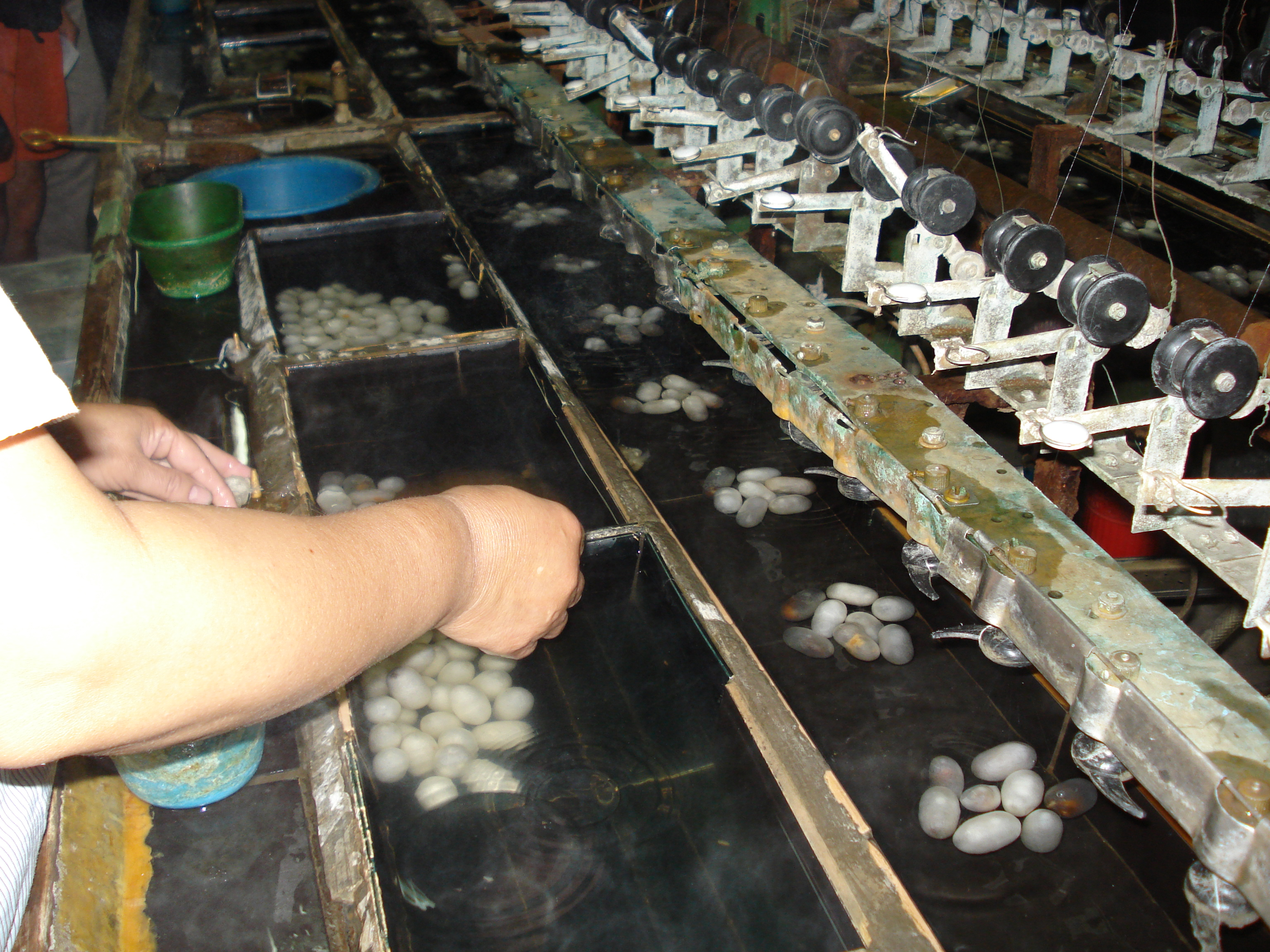
Vasche di trattura in una moderna filanda cinese

L'allevamento dei bachi da seta (bachicoltura) era affidato a contadini e mezzadri.
I bozzoli erano raccolti nella filanda, stufati, essiccati in forno in modo che il calore uccidesse il baco per evitare il foramento del bozzolo con conseguente rottura della bava, e trasformati in filato attraverso queste fasi di lavorazione:
- cernita, i bozzoli venivano scelti dividendoli per qualità
- spelaiatura, eliminazione della peluria che circonda il bozzolo
- scopinatura, operazione che permette di trovare il capo della bava, viene svolta mettendo il bozzolo a bagno in vasche con acqua a 75-80 gradi, che scioglie la colla (sericina) che lo tiene unito; con uno scopino si acchiappa quindi il capo
- trattura o, impropriamente, filatura, srotolamento della bava che veniva arrotolata su di un aspo
- imbozzimatura, trattamento con sostanze oleose
- incannaggio, trasferimento dalle matasse degli aspi ai rocchetti
- binatura, accoppiamento di due o più capi per ottenere un filo di dimensione sufficiente
- torcitura, torsione dei fili per renderli resistenti
- sgommatura, lavaggio del filato
- carica, reintegrazione dei principi persi durante le fasi di lavorazione

Il lavoro della filanda era svolto principalmente da giovani donne e da bambine, che venivano chiamate filerine, filandere o filerande. I turni erano pesanti, potevano arrivare da 12 a 16 ore al giorno con durissimi controlli sulla quantità e qualità del prodotto lavorato; le filerine venivano multate se non rispettavano tali turni. Il lavoro era faticoso e malsano, per via dei vapori delle vasche, delle mani tenute nell'acqua calda (80 gradi), della polvere e dei salari da fame: per aiutarsi a sopportare queste dure condizioni le filerine cantavano in coro. Molte sono le canzoni da filanda che sono giunte fino a noi, alcune sono conosciute grazie alle interpretazioni che ne hanno dato cantanti di successo come Milva. Tra le più importanti filande si ricordano quelle di Carlo e Alessandro Verza; nello stabilimento di Canzo, alla fine dell'Ottocento, si raggiunse la quota di 1000 dipendenti. Il complesso, che si trova presso la cascata della Vallategna, comprendeva anche tre grandi mulini ad acqua.

## Le filande nella pittura

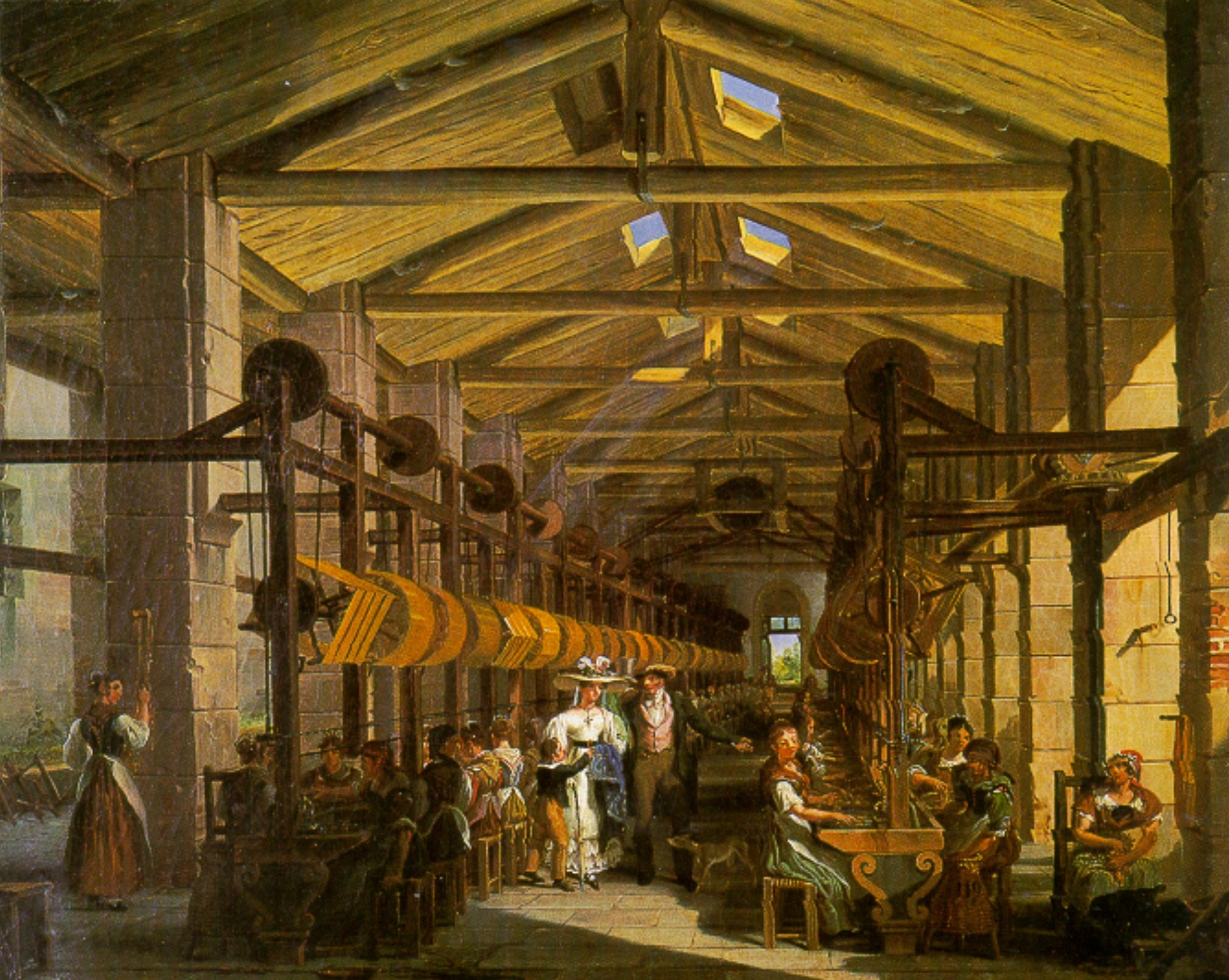
La filanda Mylius di Giovanni Migliara

Le filande furono il soggetto di diversi quadri: il pittore Eugenio Spreafico, alla fine dell'Ottocento, dipinse il quadro Dal lavoro, il ritorno dalla filanda, conservato a Monza, mentre Pietro Ronzoni il quadro Filanda nel bergamasco  conservato nelle Gallerie d'Italia - Milano e Giovanni Migliara La filanda Mylius conservato nella Pinacoteca Civica di Alessandria.